# Donald Prothero
Donald Ross Prothero (Glendale, 21 de fevereiro de 1954) é um geólogo, paleontólogo e autor americano especializado em paleontologia de mamíferos e magnetostratigrafia, uma técnica para a data de camadas de rocha do Cenozoico era e a sua utilização para a data mudanças climáticas que ocorreram de 30 a 40 milhões de anos atrás. Ele é o autor ou editor de mais de 30 livros e mais de 250 artigos científicos, incluindo cinco geologia livros didáticos.
Stephen Jay Gould citou a pesquisa de Prothero sobre a falta de resposta à mudança climática em mamíferos, a partir das épocas Eoceno, Oligoceno e Pleistoceno para apoiar o modelo de evolução equilíbrio pontuado. Ele chamou Prothero "o melhor pesquisador de equilíbrio pontuado na Costa Oeste".